# Mahayag
Mahayag ist eine philippinische Stadtgemeinde in der Provinz Zamboanga del Sur auf der Insel Mindanao. Sie hat 46.516 Einwohner (Zensus 1. August 2015), die in 29 Barangays leben. Die Gemeinde wird als teilweise Urban beschrieben.
Der Name der Gemeinde leitet sich aus der Sprache Visaya ab, das Wort hayag bedeuten Leuchten oder greller Schein. Die Gemeinde wurde am 9. März 1960 eine unabhängige Verwaltungseinheit einer Municipality.

## Baranggays
| - Bag-ong Balamban - Bag-ong Dalaguete - Boniao - Delusom - Diwan - Guripan - Kaangayan - Kabuhi - Lourmah (Lower Mahayag) - Lower Salug Daku | - Lower Santo Niño - Malubo - Manguiles - Marabanan (Balanan) - Panagaan - Paraiso - Pedagan - Poblacion (Upper Mahayag) - Pugwan - San Isidro | - San Jose - San Vicente - Santa Cruz - Sicpao - Tuboran - Tulan - Tumapic - Upper Salug Daku - Upper Santo Niño |